# محمد عبد الله القولي
محمد عبد الله القولي (1944) شاعر ومقدم برامج سوري. ولد في مدينة حلب ونشأ بها. مجاز في اللغة العربية وآدابها من جامعة دمشق، 1968. عمل مدرّسًا في سوريا ثم في الكويت، وله مشاركات في الصحافة والإذاعة فيها. وله عدة دواوين شعرية مطبوعة ومخطوطة.

## سيرته
ولد محمد عبد الله القولي سنة 1364 هـ/ 1944 في مدينة حلب ونشأ بها. تخرج في جامعة دمشق وحصل على ليسانس في اللغة العربية وآدبها 1968، ثم على دبلوم في التربية وعلم النفس 1970.

اشتغل مدرّسًا في سوريا ثم في الكويت منذ 1977 وشارك في الصحافة والإذاعة فيها. له برامج ثقافية وأحاديث أدبية بثها إذاعة الكويت بالإضافة إلى البرامج الشعرية التلفزيونية مثل هدى ونور، ملاحم الأبطال، مذابح البوسنة والهرسك، ضيوف الرحمن.

## شعره
كتب الشعر وهو في سن المراهقة ونشر أولى قصائده في مجلتي الضاد والكلمة. نشر إنتاجه الأدبي والشعري في صحف الكويت ومجلاتها مثل الوطن والقبس والأنباء والسياسة والرأي العام والكويت والبيان والعربي والنهضة وفي المجلات العربية مثل الغربال والثقافة والضاد والكلمة. هو عضو برابطة الأدب الإسلامي العالمية. 

## جوائزه
- 1988: جائزة المؤتمر التربوي في الكويت.

## مؤلفاته
- خلق الله، شعر، 1986
- ديوان أسماء الله الحسنى، 1990: يضم مئة قصيدة، تنعقد كل واحدة حول اسم من أسماء الله الحسنى، متضمنة ما جاء في كتب اللغة والتفسير والحديث من معان لغوية لكل اسم، مفعمة بالمشاعر الإسلامية التي يحسها المؤمن المسلم حين يردد اسمًا من أسماء الله.
- لماذا الرفض المسبق للشعر الكلاسيكي ؟، 1990